# Haranga scutellaris
Haranga scutellaris är en insektsart som beskrevs av William Lucas Distant 1908. Haranga scutellaris ingår i släktet Haranga och familjen dvärgstritar. Inga underarter finns listade i Catalogue of Life.